# Bdeněves
Bdeněves (en allemand : Wenussen) est une commune du district de Plzeň-Nord, dans la région de Plzeň, en République tchèque. Sa population s'élevait à 752 habitants en 2022.

## Géographie
Bdeněves est arrosée par la Mže, un affluent de la Radbuza, et se trouve à 2 km au sud-ouest du centre de Město Touškov, à 11 km au nord-ouest du centre de Plzeň et à 93 km à l'ouest-sud-ouest de Prague.
La commune est limitée par Újezd nade Mží au nord, par Město Touškov au nord-ouest, par Kozolupy au sud-est, par Myslinka au sud et par Nýřany et Plešnice à l'ouest.

## Histoire
La première mention écrite du village date de 1197.

## Galerie

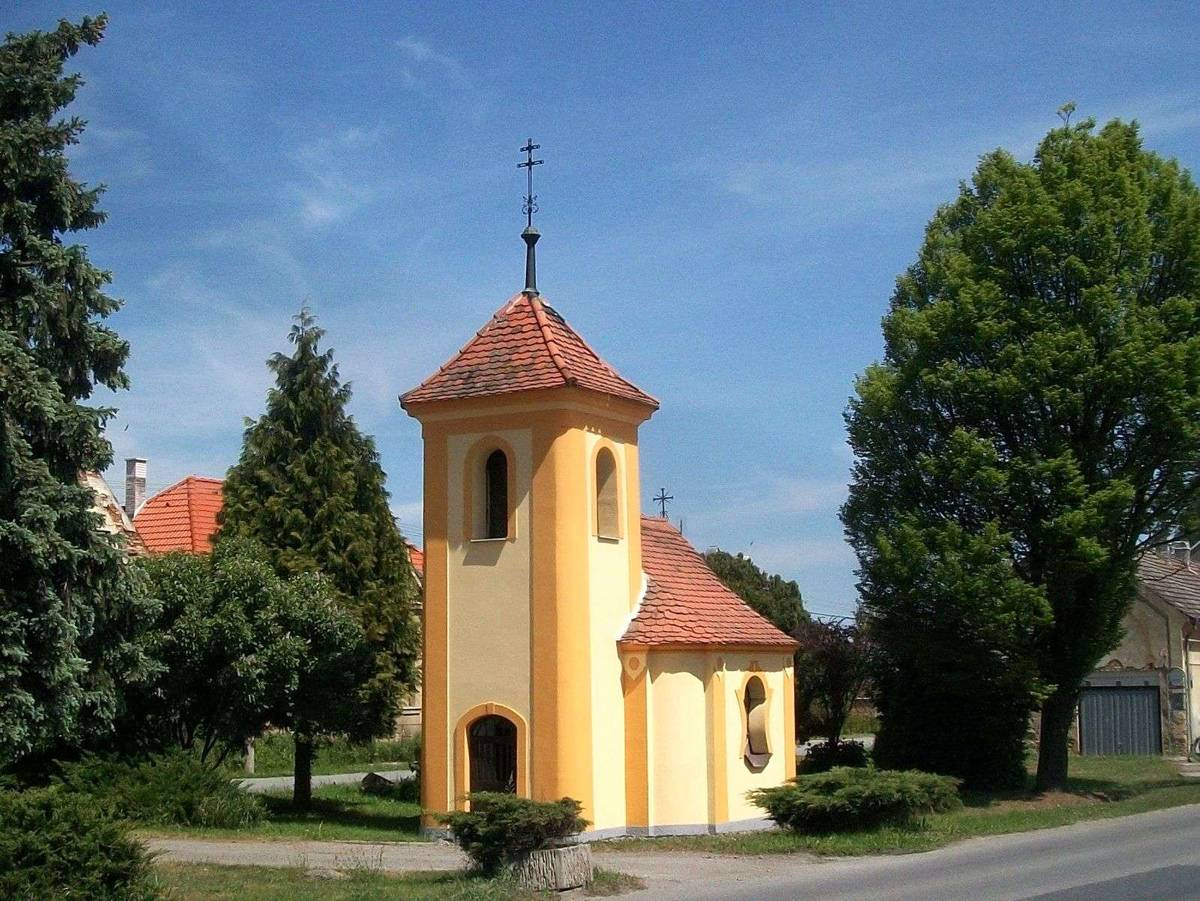
Chapelle Saint-Florian.
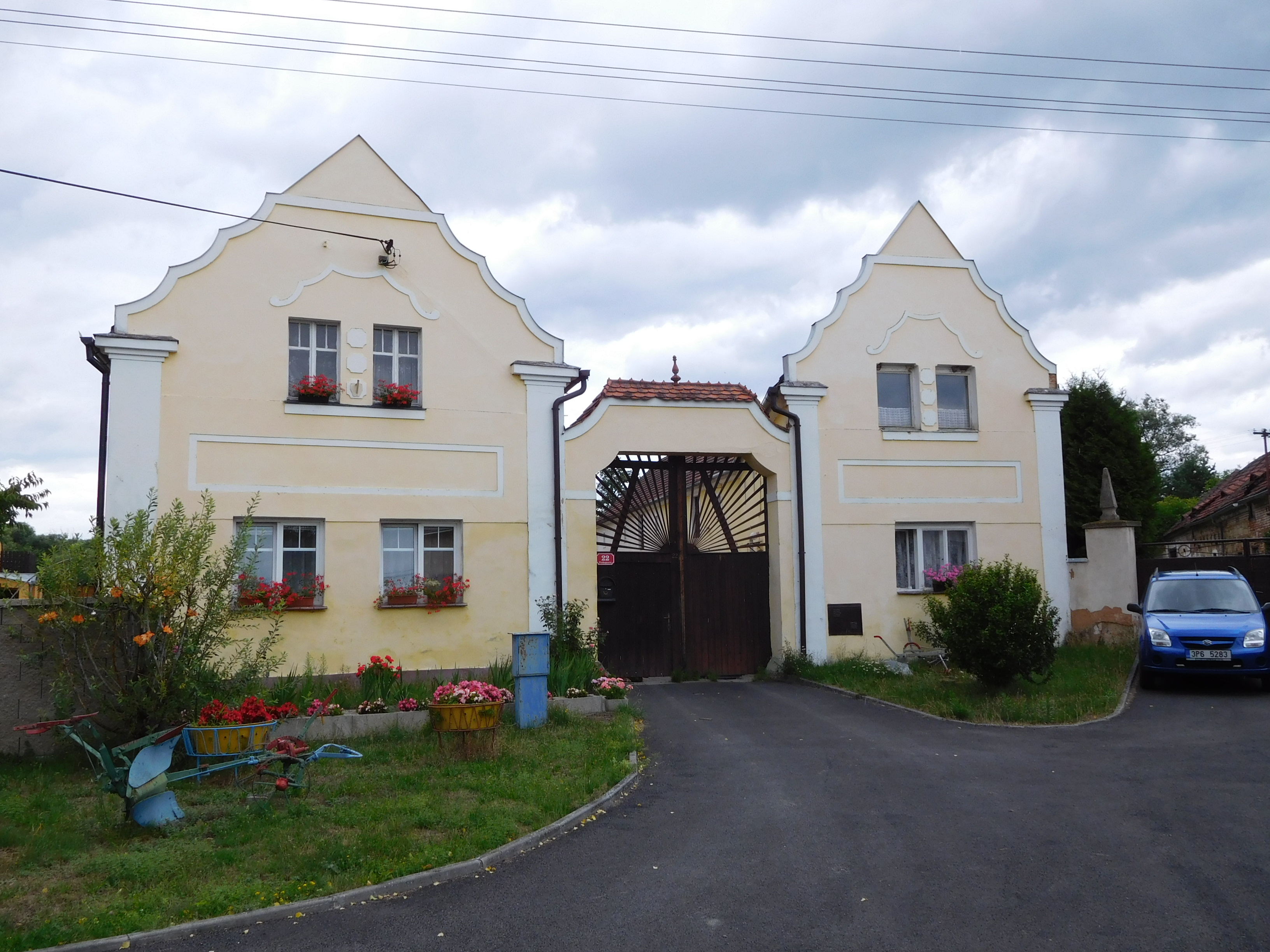
Maison à Bdeneves.

## Transports
Par la route, Bdeněves se trouve à 9 km de Nýřany, à 13 km de Plzeň et à 105 km de Prague. 